# Eurosta fenestrata
Eurosta fenestrata é uma espécie de tefritídeo do gênero Eurosta da família Tephritidae.

## Distribuição
É distribuído no Canadá e Estados Unidos.